# Maryline Desbiolles
Maryline Desbiolles, née le 21 mai 1959 à Ugine (Savoie), est une écrivaine française. Elle obtient le prix Femina en 1999 pour Anchise.

## Biographie

### Enfance
Maryline Desbiolles naît en 1959 à Ugine, où vivent ses grands-parents maternels, émigrés italiens, qui tiennent une petite mercerie-bonneterie.

### Carrière
En 1981, elle crée à Nice où elle vit une revue de poésie et de littérature, Offset, puis en 1990, La Métis, du nom de l'intelligence rusée pour les Grecs. En 1998, son roman La Seiche attire l'attention pour son style. Elle reçoit le prix Femina en 1999 pour Anchise.
En 2024, elle remporte le prix Le Monde 2024 avec son roman publié aux éditions Sabine Wespieser, L'agrafe, qui revient sur l’humiliation des harkis.
Elle écrit régulièrement des chroniques dans le journal La Croix,.

### Vie privée
Elle vit dans l’arrière pays niçois, à Contes,. Elle est l'épouse du sculpteur Bernard Pagès.

## Œuvres
- Une femme de rien, Éd. Mazarine, 1987
- Les Bateaux-feux, Éd. Alinéa, 1988
- Les Chambres, Éd. Blandin, 1992
- Le Premier Été, Éd. Gardette/Le Noroît, 1994
- Quelques écarts, Éd. Tarabuste, 1996
- Les Tentations du paysage, Éd. Tarabuste, 1997
- La Seiche, Éd. Seuil, 1998
- Anchise, Éd. Seuil, prix Femina 1999
- Le Petit Col des loups, Éd. Seuil, 2001
- Amanscale, Éd. Seuil, 2002
- Nous rêvons notre vie, Éd. Cercle d'art, 2003
- Cheval ailé avec mors, in La beauté en voyage, Éd. Cercle d'art, 2003
- Le Goinfre, éd. Seuil, 2004
- Vous, Éd. Melville, 2004
- Manger avec Piero, Éd. Mercure de France, 2004
- Primo, Éd. Seuil, 2005
- Aïzan, L'École des loisirs, 2006
- Le Printemps de Guerlain, Éd. du Cherche-Midi, 2006
- Les Corbeaux, Éd. Seuil, 2007
- C'est pourtant pas la guerre, Éd. Seuil, 2007
- Croisée de voix, Éd. du Cherche-midi, 2008
- Les Draps du peintre, Éd. Seuil, 2008
- La Scène, Éd. Seuil, 2010
- Je vais faire un tour, Créaphis éditions et Fondation Facim, 2010
- Une Femme drôle, Éd. de l'Olivier,
- Des pétales dans la bouche, Éd. Seuil, 2011Livret d'un opéra pour une voix de Laurent Cuniot
- Dans la route, Éd. Seuil, 2012
- Lampedusa, L'École des loisirs, 2012
- Vallotton est inadmissible, Éd. Seuil, 2013
- Ceux qui reviennent, Éd. Seuil, 2014
- Le Beau Temps, Éd. Seuil, 2015
- Écrits pour voir, L'Atelier contemporain, François-Marie Deyrolle éditeur, 2016
- Le bleu du ciel n'est pas toujours rose, Éd. des Cendres, 2016
- Le Front de l’aube, Éd. des Cendres, 2017
- Avec Rodin, Éd. Fayard, 2017
- Rupture, Éd. Flammarion, 2018
- Machin, Éd. Flammarion, 2019
- Le Neveu d'Anchise, Éd. Seuil, 2021, 136 pages  (ISBN 978-2-0214-6517-4)
- Violante, L'École des loisirs, 2021Illustré par Laurie Lecou
- Charbons ardents, Éd. Seuil, 2022Prix Franz-Hessel
- Il n'y aura pas de sang versé, Sabine Wespieser éditeur, 2023
- Paysage au hangar. Conversation avec Bernard Pagès, Sabine Wespieser, 2024
- L’Agrafe, Sabine Wespieser éditeur, 2024. Prix « Le Monde », 146 p. (ISBN 978-2-8480-5537-4).

## Prix et distinctions
- 1999 : prix Femina pour Anchise
- 2001: prix Anna-de-Noailles pour Le Petit Col des loups[10]
- 2013: prix radio SACD
- 2021 : Sélection « Pépite » du Salon du livre et de la presse jeunesse[11], catégorie Fiction Junior, pour Violante, illustré par Laurie Lecou
- 2022 : prix Franz-Hessel pour Charbons ardents
- 2024 : prix livre azur pour Il n'y aura pas de sang versé
- 2024 : prix littéraire « Le Monde » pour L'Agrafe[12]

### Études
- Jean Kaempfer, « Être allant », in Roman 20-50, no 48, décembre 2009
- Jean-Pierre Richard, « Un roman cantorien ? », in Littérature, no 164, décembre 2011 et Les jardins de la terre, Éditions Verdier, octobre 2014

### Entretien
- Entretien avec Jérôme Goude : Les draps du peintre, in Le Matricule des anges, mai 2008
- Lecture au théâtre de l'Odéon par Emmanuelle Béart suivie d'un entretien avec Jean Birnbaum le 27 janvier 2014. Retransmission sur France Culture (Fictions/Théâtre et Cie) le 2 février 2014. Entretien paru dans Le Monde des Livres du 31 janvier 2014.
- Entretien avec Dominique Vaugeois. Paru dans le No 8 de Fixxion, revue critique de fixxion française contemporaine. Juin 2014.
- Entretien avec Pierre Krause. Entretien avec Maryline Desbiolles à propos de son roman Rupture. Mars 2018.https://www.babelio.com/auteur/Maryline-Desbiolles/43167#itw
- Fugue et contrepoints. Conversation avec Maryline Desbiolles. Entretien mené par Laurent Camerini. Paru dans le N°101 de la revue Histoires Littéraires. Janvier-Février-Mars 2025

### Hommage
- un poème de Maryline Desbiolles est retranscrit dans Jean-Bernard Pouy, Suzanne et les ringards, Série noire no 2013, p. 181-182